# Абрамова, Анна Абрамовна
Анна Абрамовна Абра́мова (урождённая Бруште́йн, в замужестве Фейгина; 1902, Конотоп — ? (до 1972)) — советская сценаристка. Лауреат Сталинской премии первой степени (1950).

## Биография
Родилась в 1902 году в Конотопе (ныне Сумская область Украины). Окончила Высшие литературные курсы.

## Фильмография
- 1950 — Мусоргский (совместно с Г. Л. Рошалем);
- 1952 — Римский-Корсаков (совместно с Г. Л. Рошалем);
- 1953 — Алеко (совместно с Г. Л. Рошалем);
- 1959 — Хованщина.

## Награды
- Сталинская премия первой степени (1951) — за сценарий фильма «Мусоргский» (1950).